# イスマーイール1世 (ナスル朝)
イスマーイール1世（アブル＝ワリード・イスマーイール・ブン・ファラジュ, アラビア語: أبو الوليد إسماعيل بن فرج, ラテン文字転写: Abuʿl-Walīd Ismāʿīl b. Faraj, 1279年3月3日 - 1325年7月8日）は、第5代のナスル朝グラナダ王国の君主である（在位：1314年2月28日 - 1325年7月8日）。
イスマーイールは傍系の王族のアブー・サイード・ファラジュとムハンマド2世の娘であるファーティマの間に生まれた。1311年に当時マラガの総督であったアブー・サイード・ファラジュが息子のイスマーイールを擁立し、宮廷で評判を落としていたスルターンのナスルに対する反乱を起こした。最終的に反乱軍はナスルを退位に追い込み、イスマーイールは1314年2月にスルターンの地位を宣言した。追放されたナスルは当初総督としてグアディクスの統治を認められていたが、一方で君主の地位を奪還するためにカスティーリャ王国とアラゴン王国に支援を求めていた。カスティーリャとアラゴンを巻き込んだイスマーイールとナスルの戦争は断続的な停戦を挟みながら数年にわたって続き、戦いは1319年6月25日に起こったベガ・デ・グラナダの戦いで最高潮に達した。この戦いでナスル朝はカスティーリャ軍を圧倒し、完全な勝利を収めた。さらにカスティーリャは戦いの最中に摂政のペドロ・デ・カスティーリャとフアン・デ・カスティーリャが死亡したことで指導者不在の状態となり、カスティーリャによるナスルへの支援は実質的に終了した。
その後、1322年にナスルが死去したことで領土の統一を果たしたイスマーイールは、1324年から1325年にかけてカスティーリャとの国境付近に位置する複数の都市の占領に成功した。この時の軍事行動ではイベリア半島において初めてとなる大砲の使用が記録されている。さらに建築事業としてアルハンブラ宮殿とヘネラリフェを含むナスル朝の宮殿群に新たな建造物を加えた。しかし、1325年7月8日に恐らく私的な理由から親族のムハンマド・ブン・イスマーイールによって暗殺され、10歳の息子のムハンマド4世が後継者となった。イスマーイールは母系から地位を継承した数少ないナスル朝の君主の一人であり、イスマーイールの王統は現代ではアッ＝ダウラ・アル＝イスマーイーリーヤ・アン＝ナスリーヤ（イスマーイールのナスル朝）と呼ばれている。

## 出自と背景

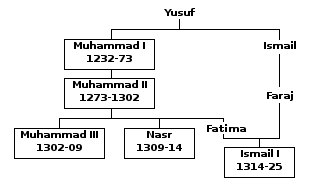
イスマーイール1世までの初期のナスル朝の系図。枠内の人物が歴代のスルターン。

イスマーイール1世として知られるアブル＝ワリード・イスマーイール・ブン・ファラジュは、ファーティマ・ビント・アル＝アフマルとアブー・サイード・ファラジュ・ブン・イスマーイールの息子ある。イスマーイールの母親のファーティマはムハンマド2世（在位：1273年 - 1302年）の娘であり、同じくムハンマド2世の息子で後継者であったムハンマド3世（在位：1302年 - 1309年）とナスル（在位：1309年 - 1314年）のきょうだいにあたる。一方で父親のアブー・サイードは王朝の創設者であるムハンマド1世（在位：1238年 - 1273年）の兄弟のイスマーイール・ブン・ナスルの息子であり、王族の一員でもあった。このため、父親と母親は両者ともナスル朝の統治者と血縁関係にあった。イスマーイールは母親を通してはムハンマド2世の孫であり、ムハンマド1世の曾孫であったが、父親を通してはムハンマド1世の大甥であった。
アブー・サイードはムハンマド2世の治世中にファーティマと結婚した。そしてムハンマド2世にとっては信頼できる相談相手であり、従兄弟でもあった。また、ムハンマド2世はアブー・サイードをマラガの総督に任命した。マラガは首都のグラナダに次ぐナスル朝における2番目に大きな都市であり、地中海に面する最も重要な港湾都市であった。歴史家のレオナード・パトリック・ハーヴェイは、もしマラガを領有していなければ、「グラナダは孤立した山岳地帯の都市にすぎなかった」と述べている。アブー・サイードの父親のイスマーイール・ブン・ナスルも1257年に死去するまでマラガの総督を務めていた。
ナスル朝は1230年代にムハンマド1世によって建国されたイベリア半島で最後のイスラーム国家であった。また、北のカスティーリャ王国とモロッコのイスラーム王朝であるマリーン朝という二つの大きな隣国に挟まれていたにもかかわらず、外交と軍事的な戦略を組み合わせることによって独立を維持することに成功した。ナスル朝はいずれかの勢力によって支配されることを避けるために、両者と断続的に同盟関係を結ぶか、時には武力に訴え、さもなければ両者が互いに戦うように仕向けていた。ナスル朝のスルターンはしばしばカスティーリャにとって重要な収入源となっていた貢納金を支払ったが、これはナスル朝にとっては重い負担であった。また、カスティーリャの視点ではナスル朝の君主は国王の臣下であったが、イスラーム教徒は史料の中で決してそのような関係にあるとは説明しなかった。実際にはムハンマド1世は時と場合に応じて他の異なるイスラーム教徒の君主に対しても忠誠を宣言していた。

## 初期の経歴

1306年時点のナスル朝の領土（緑色）と主要都市を示した地図

イスマーイールは1279年2月11日に父親のアブー・サイードがマラガへ総督として派遣された直後の1279年3月3日（ヒジュラ暦677年シャウワール月17日）に誕生した。母親のファーティマはアブー・サイードの出発時には妊娠後期であったため、恐らくイスマーイールはグラナダの王宮複合施設であるアルハンブラ宮殿で生まれたと考えられている。一方でマラガの支配はアシュキールーラ家による長期に及んだ反乱の後にナスル朝が奪還したばかりであったため、依然として不安定な状態にあった。イスマーイールとファーティマはその後マラガに移り、アブー・サイードはマラガで有能な統治者であるとともに信頼できる助言者としてムハンマド2世とムハンマド3世に仕えた。イスマーイールにはムハンマドという名前の弟がいたが、ムハンマドが生まれた日付は不明である。また、イスマーイールは若い頃に母方の祖父であるムハンマド2世と父親の寵愛を受けていたと伝えられている。伝記作家たちはイスマーイールについて、暗赤色の長いひげを生やし、狩猟を愛する人物であったと説明している。
イスマーイールの母方の叔父でありムハンマド3世を継いでスルターンとなったナスルは、その治世の最後の数年間に宮廷内での評判を落とした。当時と近い時代に生きた歴史家のイブン・ハルドゥーンは、ナスルとそのワズィール（宰相）の「暴力と不正への傾倒」が原因であったとしてるが、ハーヴェイはこの説明をプロパガンダであるとして否定し、「ナスルが打倒された正確な理由は不明である」と述べている。一方で現代の歴史家のアントニオ・フェルナンデス・プエルタスは、ナスルの不人気の理由を周囲の貴族たちから度を越していると見なされた科学、とりわけ天文学に関する活動と結び付けている。また、ナスルはキリスト教徒の母親による教育とカスティーリャ王フェルナンド4世（在位：1295年 - 1312年）との良好な関係のために過度に親キリスト教徒派なのではないかと疑われていた。ナスルのワズィールのイブン・アル＝ハッジもスルターンに対してあまりにも強い影響力を持っていると考えられていたために人気がなく、さらに両者ともしばしばカスティーリャ風の衣装を着ていたことでより印象を悪くしていた。同様にハーヴェイは、ナスルの治世中に起こったキリスト教国のカスティーリャ王国とアラゴン王国、およびマリーン朝に対する戦争でナスル朝が敗北を喫したことについて、ナスルが「恐らく不当に」非難されたと述べている。
1310年11月にナスルは廃位された先代のスルターンであるムハンマド3世を復位させようとするクーデターに直面した。このクーデターの試みは失敗に終わったものの、宮廷で出会った反ナスル派に促されたアブー・サイードが母親の血統によってスルターンの地位への強い権利を有していた息子のイスマーイールを擁立し、翌年に別の反乱を起こした。プエルタスによれば、アブー・サイードの決断はクーデターの失敗後にナスルの命令でムハンマド3世が溺死させられたことが動機の一つとなっていた。しかし、この暗殺がいつ起こったのかについては複数の異なる説明が存在する。14世紀のナスル朝の歴史家であるイブン・アル＝ハティーブは、1311年2月中旬、1312年の2月から3月の間、1312年2月12日、および1314年1月21日の4つの日付を挙げているが、現代の歴史家のフランシスコ・ビダル・カストロは4つのすべての日付を検討し、他の信頼性の高い記録やムハンマド3世の墓碑にも記述が見られることから、反乱が起こってからかなり経過した最後の1314年1月21日を確実な暗殺の日付であるとしている。
アブー・サイードに率いられたイスマーイールを支持する反乱軍は、アンテケーラ、マルベーリャ、およびベレス＝マラガを奪い、ベガ・デ・グラナダへ進軍した。そしてアラビア語の史料においてアル＝アトシャ（恐らく今日のラチャルと考えられている）と呼ばれる場所でナスルの軍隊を打ち破った。その後、アブー・サイードはグラナダへの包囲を開始したが、長引く軍事行動を支えるだけの物資が不足していた。1312年5月28日にはフェルナンド4世の弟でインファンテのペドロ・デ・カスティーリャに率いられたカスティーリャ軍がアブー・サイードとイスマーイールを破った。アブー・サイードは講和を求め、アブー・サイードがマラガの総督の地位を維持し、スルターンへの納税を再開する条件の下で8月5日に和平が成立した。

## 政権の獲得

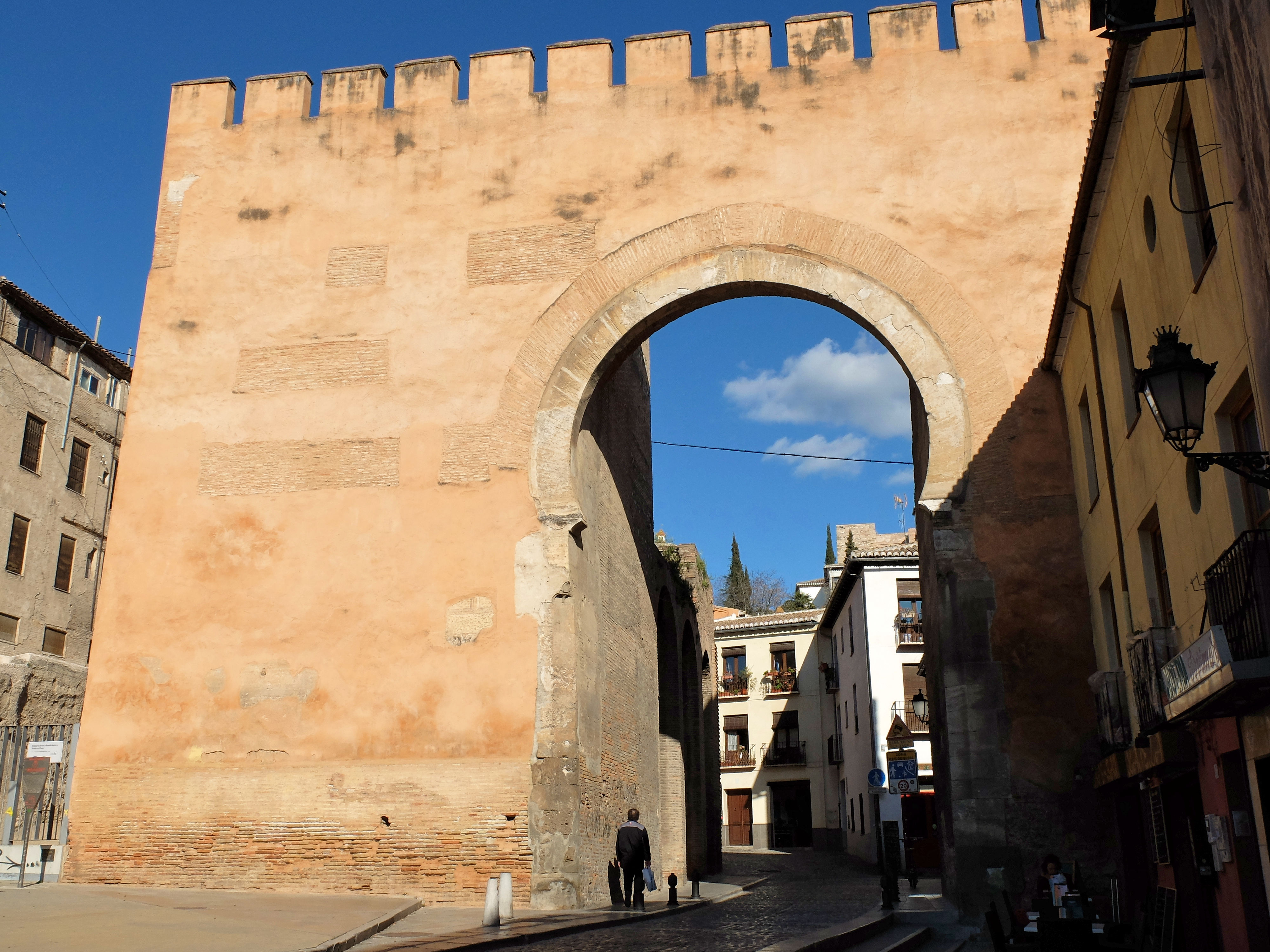
1314年にイスマーイールがグラナダに入城した際に通過したエルビラ門

スルターンの報復を恐れたアブー・サイードは、自身のカーティブ（書記官）であるイブン・イーサーを秘密裏の取引の交渉のためにマリーン朝へ派遣した。そして交渉の結果、アブー・サイードは北アフリカのサレの総督の地位を得ることと引き換えにマラガをマリーン朝へ譲り渡すことになった。しかし、交渉の存在はマラガの人々に知られるところとなり、この取引は背信行為であると見なされた。市民は蜂起し、アブー・サイードを権力の座から引きずり下ろすとともにイスマーイールを指導者として支持した。イスマーイールは父親を拘束しなかったが、マラガで監視下に置いた。その後、アブー・サイードはイスマーイールが市外を訪れている間に逃亡を試みた疑いをかけられ、マラガの市民に捕らえられた。イスマーイールは父親が危害を加えられる前に到着し、カルタマの城への投獄を命じた。後にアブー・サイードはイスマーイールの治世中にサロブレーニャの城へ移され、そこで1320年に死去した。
スルターンのナスルへの反発はその後も続き、反ナスル派の人々はグラナダの宮廷からマラガのイスマーイールの拠点に逃れた。そしてイスマーイールは母親のファーティマとマラガを守るアル＝グザート・アル＝ムジャーヒディーンの司令官であるウスマーン・ブン・アビー・アル＝ウラーの助けを借り、程なくして反乱を再開した。イスマーイールがグラナダへ進軍を続けるにつれて軍隊の規模は膨れ上がり、首都の住民はイスマーイールのために城門を開いた。イスマーイールはエルビラ門からグラナダに入り、ナスルが留まっていたアルハンブラ宮殿を包囲した。ナスルはフェルナンド4世の死と幼少のアルフォンソ11世（在位：1312年 - 1350年）の即位後にカスティーリャの摂政の一人となっていたペドロ・デ・カスティーリャに助けを求めようとしたが、カスティーリャによる救援は間に合わなかった。その一方でイスマーイールはアルバイシンの古い城塞（qasba qadima）に拠点を構えた。カストロによれば、イスマーイールは1314年2月14日（ヒジュラ暦713年シャウワール月27日）に自らをスルターンであると宣言した。その後、イスマーイールとナスルはナスルがスルターンの地位を放棄してアルハンブラ宮殿をイスマーイールへ明け渡すことで合意した。イスマーイールは2月16日にアルハンブラ宮殿に入り、イスマーイールの即位式は2月28日（ズルカアダ月12日）にアルハンブラ宮殿で執り行われた。ナスルは2月19日の夜に東部の都市であるグアディクスへ去ることが認められ、その後は総督としてグアディクスを統治した。

## 治世

### スルターンの地位の防衛

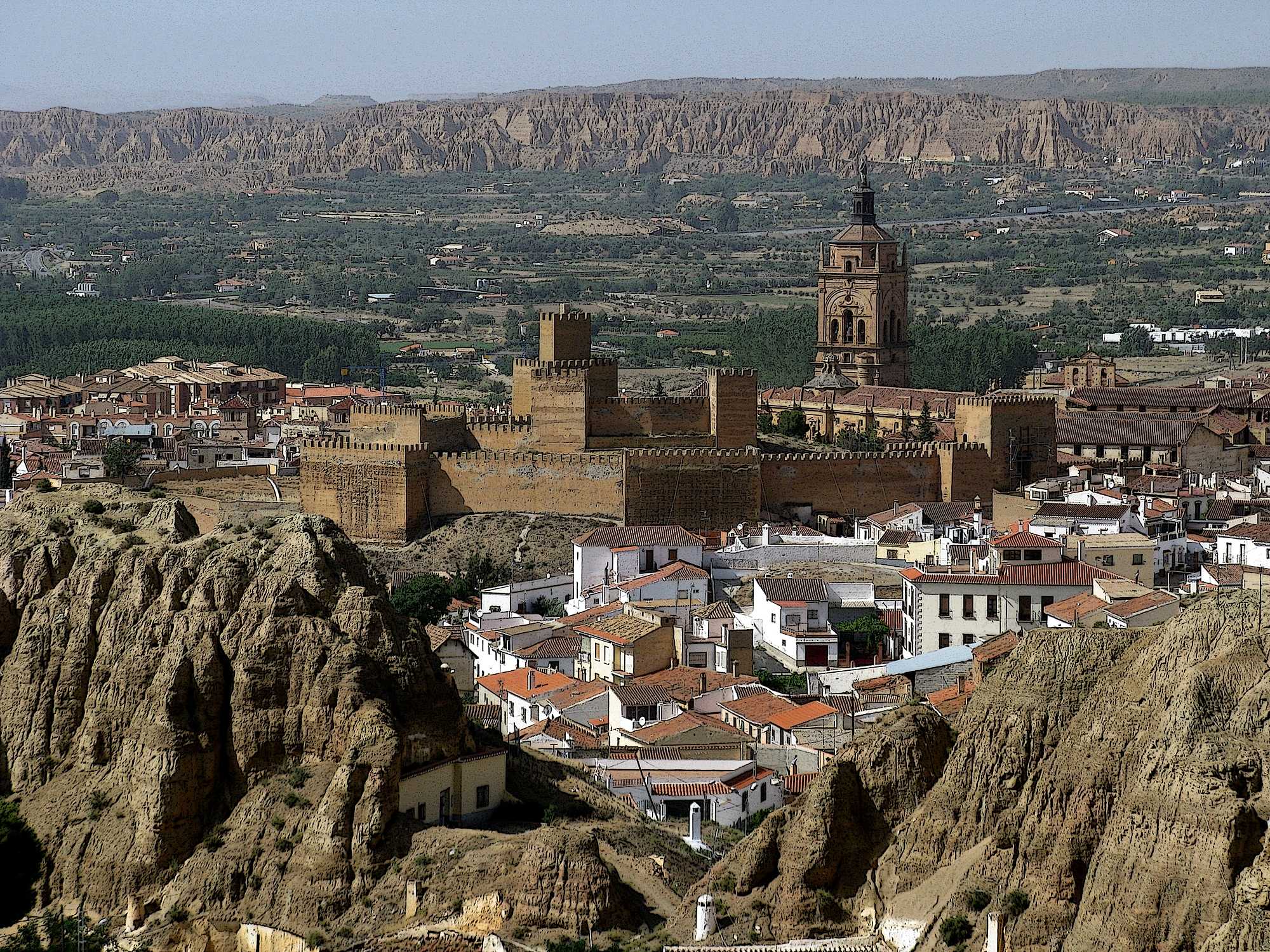
現代のグアディクス

イスマーイールは治世の最初の数年間を、自身を「グアディクスの王」と称し、独立して都市を支配したナスルとの対立の中で過ごした。ナスルは身の安全の保証をイスマーイールが侵害したとして非難し、君主の地位を取り戻すために親族や自分に仕える人々から支援を求めた。また、北アフリカから追放された王子であるアブドゥルハック・ブン・ウスマーンとハンムー・ブン・アブドゥルハックもナスルを支持し、両者はナスルに従ってグアディクスに向かった。一方でイスマーイールは（カスティーリャ王が臣下であるとみなしていた）ナスルを支持するカスティーリャの介入を見越して国境地帯に警戒態勢を敷いた。さらに、ウスマーン・ブン・アビー・アル＝ウラーをアル＝グザート・アル＝ムジャーヒディーンの司令官としてだけではなく、ジュンド（正規軍）の西部方面の司令官にも任命し、カスティーリャの脅威への対応を委ねた。

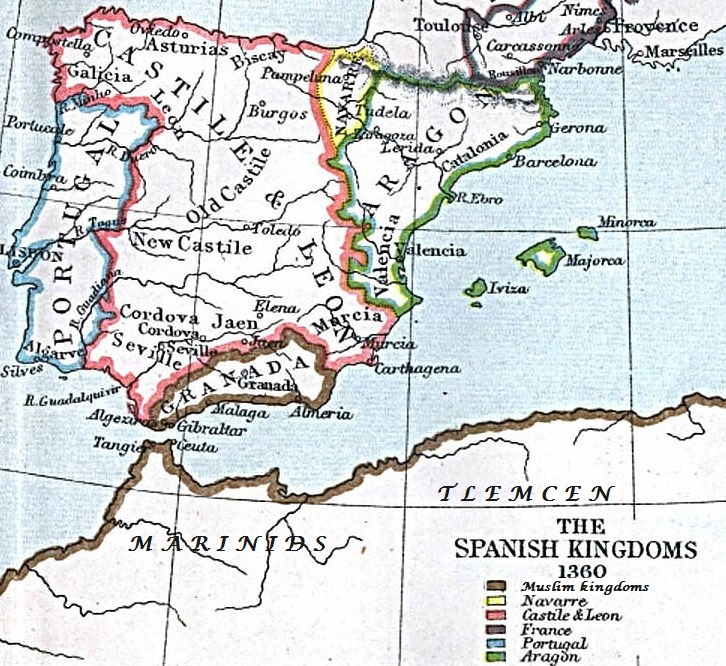
1360年時点のイベリア半島の勢力図。南部の茶色の部分がナスル朝。

イスマーイールは1315年5月以降45日間にわたってグアディクスを包囲したが、包囲作戦は失敗に終わった。一方でナスルはカスティーリャとアラゴンに支援を求めた。アラゴン王ジャウマ2世（在位：1291年 - 1327年）は何ら具体的な支援を約束しなかったが、ペドロ・デ・カスティーリャは1316年の春にカスティーリャの貴族を招集し、ナスル朝に対する軍事行動に向けた支援態勢を確保した。カスティーリャは再び包囲されたグアディクスに救援部隊を派遣したものの、ウスマーン・ブン・アビー・アル＝ウラーが率いるナスル朝軍によって迎撃され、5月8日にアリクンに近いグアダオルトゥナで大規模な戦闘に発展した。同時代のイスラーム教徒とキリスト教徒の史料はこの戦いの勝者について意見を異にしているが、現代の歴史家はカスティーリャが戦いに勝利したと結論付けている。ハーヴェイとプエルタスは、戦いの後にカスティーリャ軍がさらにグラナダへ接近したという事実に基づき、カスティーリャ側が辛うじて勝利を収めたと推測している。一方で歴史家のジョゼフ・F・オキャラハンは、1,500人のイスラーム教徒が戦死する結果に終わったカスティーリャ側の「完全な勝利」であったと述べている。
イスマーイールはグアディクスへの包囲を解き、グラナダへ撤退することを余儀なくされた。翌月にはペドロ・デ・カスティーリャがカンビル、アルアマル、ベナクシクサルを含むいくつかの城を占領し、イスナジョスの郊外を焼き払った。その一方でイスマーイールはセウタを統治するアザフィー家のヤフヤー・ブン・アビー・ターリブと同盟を結んだ。ヤフヤーは海戦でカスティーリャ軍を破り、その後ジブラルタルを包囲した。しかし、カスティーリャが救援部隊を派遣したことで最終的に包囲を放棄した。1316年の夏の終わり頃にイスマーイールとペドロ・デ・カスティーリャは1317年3月31日までの停戦に合意した。
ペドロ・デ・カスティーリャは1317年に再びナスル朝へ侵攻し、7月に平原地帯の農村部で略奪した後にベルメスを占領した。その後、イスマーイールは再度の停戦と引き換えにカスティーリャへ貢納することに同意した。1318年の春には戦争が再開し、9月までにイスマーイールとペドロ・デ・カスティーリャは再び停戦に合意した。しかし、一方でカスティーリャとアラゴンは1317年にローマ教皇ヨハネス22世（在位：1316年 - 1334年）から十字軍を発する教皇勅書を確保していた。さらに、ヨハネス22世は戦争を支援するために教会が徴収した資金の使用を許可していた。これらのキリスト教勢力の動きからイスマーイールはさらなる攻撃が差し迫っていると予測した。そしてマリーン朝のスルターンであるアブー・サイード・ウスマーン2世（在位：1310年 - 1331年）に支援を要請したが、これに対してウスマーン2世は以前にマリーン朝の君主の地位を獲得しようと企てていたウスマーン・ブン・アビー・アル＝ウラーを引き渡すように要求した。しかし、イスマーイールはこの条件を受け入れることを拒否した。
ペドロ・デ・カスティーリャはさらなる侵攻に向けた準備を開始し、教皇勅書の存在を理由に停戦を破棄してナスル朝からの貢納を停止せざるを得ないとイスマーイールに通告した。イスマーイールはこれを背信行為であるとして非難した。ペドロ・デ・カスティーリャの意図はこの時点では恐らくナスルの地位の回復にはなく、むしろナスル朝の完全な征服にあった。そしてペドロ・デ・カスティーリャは次のように宣言した。「たとえ神が私に力を与えたとしても、もし数年以内にグラナダの国をヒスパニアの王による支配の下に取り戻せないようであれば、私はドン・サンチョの息子ではなくなってしまうだろう」。ペドロ・デ・カスティーリャは1319年5月にナスル朝の領土へ侵攻し、同月26日にティスカルを占領した。軍隊には共同摂政であるインファンテのフアン・デ・カスティーリャも加わり、両者は6月中旬にグラナダに向けて進軍した。そして6月23日にグラナダの近くに到着し、翌日にはペドロ・デ・カスティーリャがグラナダの城門付近に陣地を築こうとした。しかし、フアン・デ・カスティーリャを始めとする軍内で反対意見が出たために25日には撤退を始めた。同じ日にウスマーン・ブン・アビー・アル＝ウラーに率いられたイスマーイールの軍隊がフアン・デ・カスティーリャに率いられた撤退中の後衛部隊を攻撃して反撃を開始した。ペドロ・デ・カスティーリャはウスマーンの5,000人の騎兵に対し、9,000人の騎兵とより多くの歩兵部隊を投入することで対抗した。
その後に続いて起こったベガ・デ・グラナダの戦いはイスラーム教徒の完全な勝利に終わった。ペドロ・デ・カスティーリャは部隊を先導しようとしていた最中に襲撃されて打撃を受けたか、ナスル朝軍の騎兵に自ら突撃した際に揉み合いとなったことで落馬し、その後すぐに死亡した。フアン・デ・カスティーリャはペドロ・デ・カスティーリャの死の知らせを聞いた後に部隊を立て直そうとしたが、突然「死んでも生きてもいない」行動不能な状態に陥り、その後、夜間に死亡した。ペドロ・デ・カスティーリャが死亡し、フアン・デ・カスティーリャも行動できなくなったことで軍隊は混乱に陥り、残りのカスティーリャ軍の指揮官たちは無秩序に撤退を始めた。しかし、カスティーリャ軍が戦闘の体制を整えようとしていると考えたナスル朝軍は、カスティーリャの陣地を攻撃して多くのカスティーリャ人を捕らえるか殺害し、略奪も加えた。ナスル朝とカスティーリャの双方の作家はこの結果を神の審判によるものと見なし、イブン・ハルドゥーンはこれを「真の信仰を支持する神の介入の中でも最も驚くべきものの一つ」と強調している。

### 統治の安定と強化

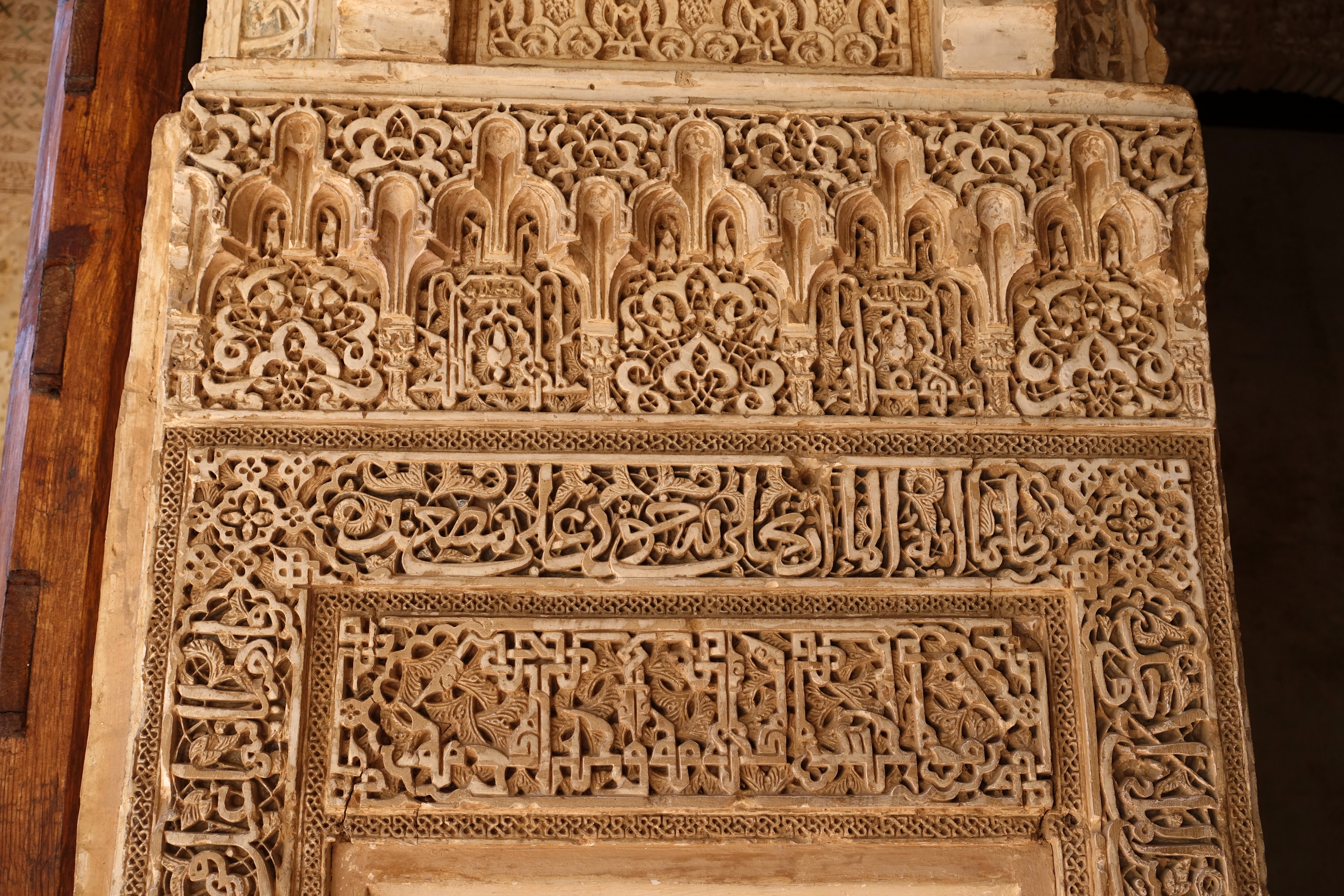
ヘネラリフェの宮殿に刻まれたイスマーイールを讃える詩

ベガ・デ・グラナダの戦いでカスティーリャの二人の摂政が死亡し、さらにその軍隊も完全な敗北を喫したことで、イスマーイールの君主の地位に対するカスティーリャの脅威は事実上消滅した。カスティーリャの宮廷が混乱状態に陥ったために、国境地帯の都市の地域連合であるエルマンダード・ヘネラル・デ・アンダルシアがナスル朝との交渉に動いた。そして1320年6月18日にバエナにおいてエルマンダードとイスマーイールの間に8年間の停戦の合意が成立し、カスティーリャによるナスルへの支援は実質的に終了した。エルマンダードの各都市は条約へ署名するために代表を派遣し、新しい摂政がこの条約を受け入れた場合にのみ摂政を承認することを互いに誓約した。
ナスル朝に向けた十字軍に対する教皇の承認と資金をも受け取っていたアラゴンのジャウマ2世は、この条約を「神への酷い仕打ち」であり、君主による承認を得ていないと公言して当初はエルマンダードを非難していたが、結局はジャウマ2世も1321年5月にイスマーイールと5年間の停戦条約を結んだ。また、イスマーイールはナスル朝とアラゴンを隔てていたカスティーリャの領土の一部であるムルシアの指導者として行動していたドン・フアン・マヌエルとも和平交渉を行った。この時の和平の条件にはナスル朝がアラゴンに対する戦争時にムルシアの領土を利用できるという条項が含まれており、戦争が起きた場合にムルシアはアラゴンに対してナスル朝の軍隊の移動を警告してはならないとされた。しかし、ナスル朝とアラゴンの間の平和は維持され、両国の停戦条約は1326年に更新された。そして1322年にナスルがグアディクスで後継者を残すことなく死去し、イスマーイールは自身の統治下で正式にナスル朝の領土を再統一した。ナスルの死は今やイスマーイールの支配について争われる余地がなくなり、イスマーイールから始まる新しいスルターンの王統への道が開かれたことを意味した。
バエナで締結された条約の存在にもかかわらず、ナスル朝とカスティーリャの間で結ばれていた他のいくつかの条約の期限が切れたことで紛争が再開された。アルフォンソ・ホフレ・テノーリオに率いられたカスティーリャ艦隊が海戦でナスル朝を破り、キリスト教徒の記録によれば、1,200人のイスラーム教徒が捕えられてセビーリャへ移送された。その一方でイスマーイールはナスルによる脅威が去り、カスティーリャの宮廷が指導力を欠いていたことで積極的な行動に出るようになった。そして国境地帯の支配力の強化と要塞の奪還のためにカスティーリャとの国境を越えて軍事行動を展開し、1324年7月にはグアディクスに近いバサを奪還した。さらに1324年か1325年のいずれかにオルセ、ウエスカル、およびガレラを占領し、これらの攻城戦の中の一つで大砲が使用された（詳細は次節参照）。イスマーイールは征服した土地の防御体制の再構築を命じ、自らウエスカルの堀の構築に取り組んだ。また、イスマーイールのいくつかの軍事的功績を讃える詩がアルハンブラ宮殿に近いヘネラリフェに建つダール・アル＝マムラカ・アッ＝サイーダ（王国の幸福な家）に刻まれた。そして1325年6月22日から7月6日にかけて行われたマルトスに対する包囲戦がイスマーイールにとって最後の軍事行動となった。しかし、イスマーイールの部隊は都市への攻撃中に統制を失い、都市を略奪して住民を虐殺した。結果的に生じたこの残虐行為はイスラーム教徒の年代記作家によって強く非難された。

### 大砲の使用に関する記録
複数の歴史家が1324年もしくは1325年に行われたイスマーイールによる包囲戦の一つで大砲が使用されたことを伝えている。これは恐らくイベリア半島における最初の大砲の使用例であると考えられているが、使用に関する詳細や解釈については複数の異なる説明が存在する。オキャラハンはガレラで、カストロはウエスカルで大砲が使用されたと明記している。一方で歴史家のラシェル・アリエは、曖昧な表現や解釈なしにギリシアの火がウエスカルに対して用いられたと記している。ハーヴェイはギリシアの火と大砲の両方の可能性を検討し、イブン・アル＝ハティーブがこの出来事の記録に使用したアラビア語はナフト（naft）であり、ギリシアの火と翻訳することができるものの、アル＝アンダルス・アラビア語では同様に大砲や火薬を指す場合もあると指摘している。その上でハーヴェイは後者の解釈を主張している。この解釈は、装置が鉄球（kurra hadidin）を発射し、その際に「轟音」を発したとイブン・アル＝ハティーブが述べており、これらの詳細も別の目撃者（ただしハーヴェイは名前を記していない）によって裏付けを与えられていることを根拠にしている。この武器は包囲戦において守備側を降伏へ誘導したとみられているものの、短期的にはさらなる成果をもたらすことはなかったと考えられている。その後、イスマーイールの息子であるユースフ1世（在位：1333年 - 1354年）の治世中の1342年から1344年にかけて起こった戦略的により重要なアルヘシラスの包囲戦で再びナスル朝がこの武器を使用したことが記録に残っている。西ヨーロッパの他の場所では、よく知られている1346年のクレシーの戦いで大砲が使用された。

## 政策と統治体制

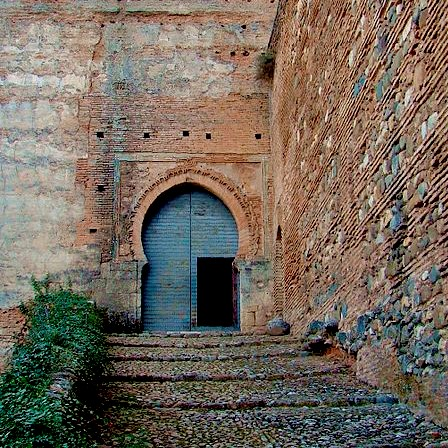
イスマーイールによって建造されたプエルタ・デ・ラス・アルマス

イスマーイールは他のナスル朝のスルターンと比べ、より厳格で正統的なイスラーム法の適用を推し進めた。複数の伝記作家がイスマーイールによる強制的なアルコールの禁止について強調しており、イスマーイールはこれに違反した者への刑罰を厳しくした。また、男性が参加している集会での女奴隷の歌手の演奏を禁じた。そしてユダヤ人に対してはそれと分かる印を身に付けるように命じたが、これはイスラームの君主からは滅多に強制されることのなかった慣習である。さらにイスマーイールはユダヤ人にジズヤ（人頭税）を課すことでかなりの歳入を得た。
イスマーイールの大臣の中でアブー・ファトフ・アル＝フィフリーとアブル＝ハサン・ブン・マスウード・アル＝ムハーリビー（以下はイブン・マスウードと記す）の両者が共同でワズィールの職務に当たった。また、イスマーイールは著名な詩人であったイブン・アル＝ジャイヤーブを王室の書記官に任命し、同様にムハンマド・ブン・アル＝マフルークをワキールの肩書を持つ財政担当官に任命した。ムハンマド・ブン・アル＝マフルークは、イスマーイールの暗殺事件（後述）が起きた時の戦闘による負傷が原因となって死亡したイブン・マスウードの後を受けてムハンマド4世（在位：1325年 - 1333年）の治世下でワズィールとなった。さらに、イスマーイールはカスティーリャ系カタルーニャ人でイスラームへ改宗したアブー・ヌアイム・リドワーンを王子のムハンマドの家庭教師に任命した。リドワーンは若いムハンマドがスルターンの地位についた際にもムハンマドに対する影響力を維持し、ハージブ（侍従）に任じられた。そして続くユースフ1世の治世とムハンマド5世（在位：1354年 - 1359年、1362年 - 1391年）の治世の初期までその地位にあった。イスマーイールは父親と不仲になったにもかかわらず、政治的な諸問題への対処では母親のファーティマからの助力も得た。歴史家のマリア・ヘスス・ルビエラ・マタは、この点でファーティマは夫と同様に「優れた資質を備えていた」と述べている。司法関係ではムハンマド3世とナスルに仕えていたアブー・ジャアファル・アフマド・ブン・ファルクーンに代えてヤフヤー・ブン・マスウード・ブン・アリーをカーディー・アル＝ジャマー（カーディーの長官）に任命した。

## 家族
イスマーイールは少なくとも3人のウンム・ワラド（内妻）との間に4人の息子と2人の娘を儲けた。イスマーイールはアルワという名前のキリスト教徒を寵愛し、アルワは息子のムハンマド（後のムハンマド4世）とファラジュ、そして娘のファーティマとマルヤムを産んだ。もう一人のウンム・ワラドであるバハールはユースフ（後のユースフ1世）を産み、さらに別のウンム・ワラドのカマルが同名の末子であるイスマーイールを産んだ。イスマーイールが死去する頃、詳細の不明なアルワの反抗的行為が原因となってイスマーイールとアルワは別れた。アルワはムハンマド4世が死去した1333年にはまだ存命であった。

## 暗殺

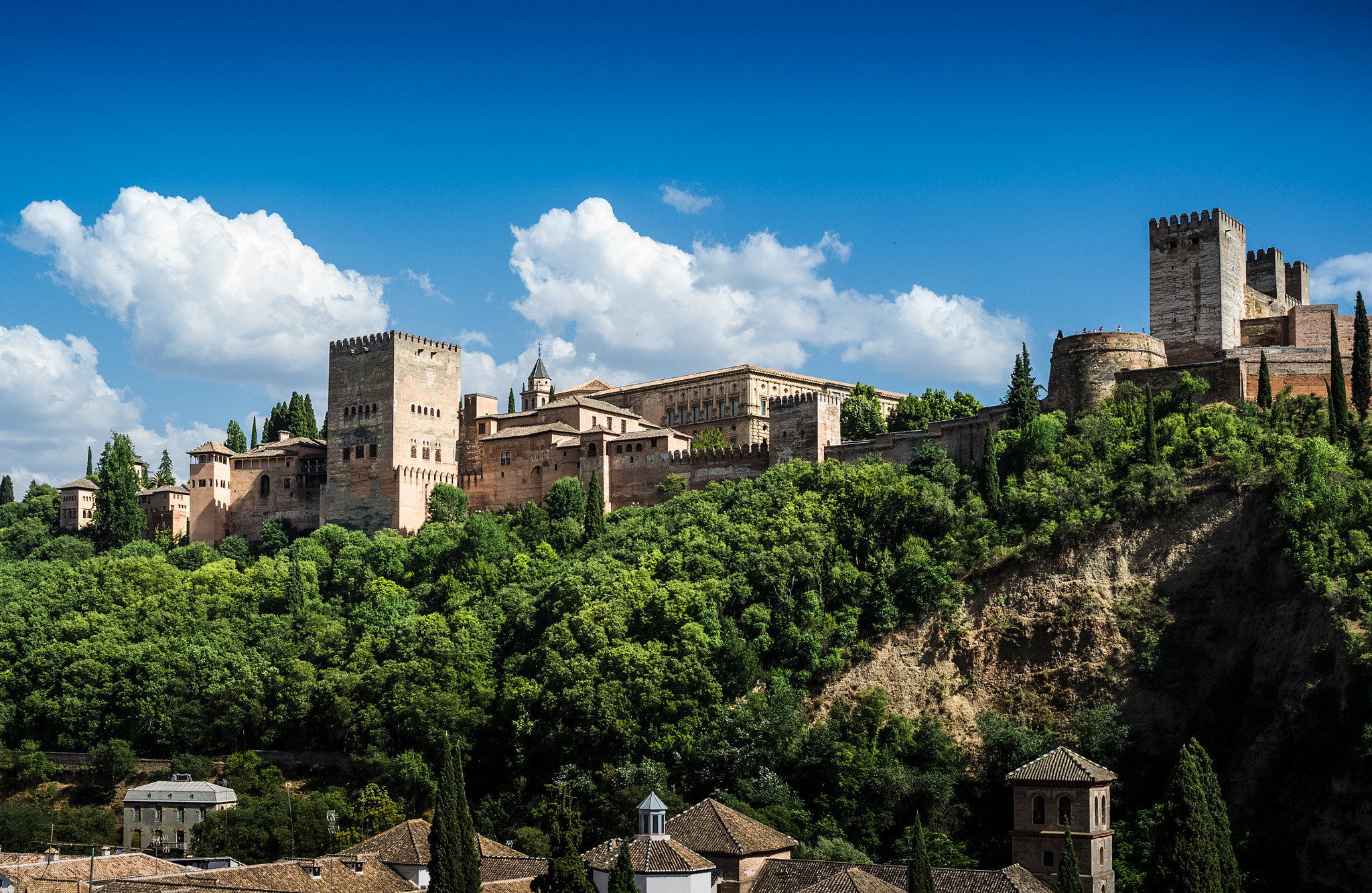
アルバイシンから望むアルハンブラ宮殿。イスマーイールは1325年にアルハンブラ宮殿において親族の手で暗殺された。

イスマーイールは1325年7月8日（ヒジュラ暦725年ラジャブ月26日月曜日）にサーヒブ・アル＝ジャズィーラ（アルヘシラス領主）の称号を持つスルターンの従兄弟（同じイスマーイールの名を持つ）の息子であるムハンマド・ブン・イスマーイールによって暗殺された。イスマーイールの殺害当時11歳でグラナダに住んでいたイブン・アル＝ハティーブは、スルターンが以前に詳細の不明な過失行為を犯したムハンマドを厳しく非難し、その叱責がムハンマドを酷く傷つけたためにイスマーイールの殺害を決意したと記している。一方でキリスト教徒による史料は別の暗殺の動機を記録している。『アルフォンソ11世年代記』によれば、ムハンマドがマルトスであるキリスト教徒の女性を捕らえ、イスマーイールはその女性を手に入れたいと望んだ。しかし、ムハンマドが非礼とみなした態度でスルターンがその要求を口にしたためにムハンマドは要求を拒否した。その後、ムハンマドはウスマーン・ブン・アビー・アル＝ウラーとこの件について意見を交わし、ウスマーンはイスマーイールを殺害する陰謀へ加担することに同意した。ハーヴェイは「秘密裏に何が起こったのか」についてのこのような生々しい詳細を含む部外者による説明は、とりわけ他の史料と説明が食い違っているために信頼に値しない可能性があるとして注意を促している。
暗殺は白昼のアルハンブラ宮殿において一般市民とナスル朝の高官がいる前で起こった。ムハンマドは観衆がいる場の中央でイスマーイールを抱擁した際に袖の中に隠し持っていた短剣を3回イスマーイールへ突き刺した。その内の一つは鎖骨のすぐ上の首に刺さった。イスマーイールは崩れ落ちるように倒れ、ワズィールのイブン・マスウードに対して助けに来るように促した。ムハンマドとその共謀者たちはイブン・マスウードと格闘となった。そして剣による戦いが続いた後に共謀者たちは逃走を図った。イブン・ハルドゥーンによれば、間もなく共謀者たちは発見され、その場でウスマーン・ブン・アビー・アル＝ウラーによって殺害された。遺体はアルハンブラ宮殿の壁に吊るされ、共謀者たちの家は暴徒によって略奪された。その間、イスマーイールはターバンで傷を塞いで生き延び、母親のファーティマの邸宅へ運ばれたものの、そこで傷がもととなって死亡した。イブン・マスウード（戦闘で重傷を負っていた）とファーティマはイスマーイールの10歳の息子であるムハンマド（ムハンマド4世）の継承を確保するために廷臣たちを呼び集めた。そしてイブン・マスウードはおよそ1ヶ月後に負傷が原因となって死去した。ウスマーンは暗殺には関与しておらず、その後も宮廷において影響力のある人物であり続けた。
イスマーイールは祖父のムハンマド2世も葬られていたアルハンブラ宮殿の王立墓地（rawda）に埋葬された。2世紀近く後にグラナダが降伏した際に最後のスルターンのムハンマド11世（ボアブディルの名でも知られる）がこの墓地から遺体を掘り起こし、自身の地所があったアルプハラスの一部であるモンドゥハルに改葬した。

## 遺産

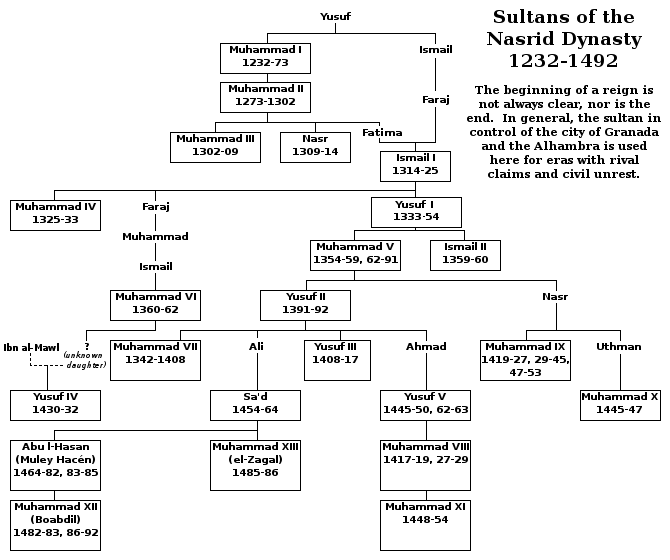
ナスル朝のスルターンの系図。イスマーイール1世から始まる王統は、アッ＝ダウラ・アル＝イスマーイーリーヤ・アン＝ナスリーヤ（イスマーイールのナスル朝）として知られている。

文化的で洗練された人物であったイスマーイールは存命中にアルハンブラ宮殿の複合施設とヘネラリフェの宮殿に多くの建造物を加えた。1319年のカスティーリャに対する勝利後にはアルカサル・ヘニルの宮殿を増築し、アルハンブラ宮殿の一部を構成するアルカサバにプエルタ・デ・ラス・アルマスを建造した。また、宮殿内の一部の建築物は後のコマレス宮へ発展した。
一方でイスマーイールが使用した大砲はイベリア半島での戦争における重要な技術的進展を示しており、ナスル朝がイベリア半島でしばらくの間単独で享受していた利点であった。実際に1322年から1324年にかけて続いたアルヘシラスの包囲戦でナスル朝が大砲を使用したのに対し、カスティーリャはまだ自らの大砲を所有していなかった。しかし、カスティーリャ人は最終的に独自の大砲を開発し、ナスル朝よりもうまく活用した。大砲は城壁を守るよりも破壊することにより能力を発揮した。カスティーリャはナスル朝よりもはるかに大きな国家であり、地政学的にも優位な立場にあったことから、その後は1492年の最終的なグラナダの征服に至るまでより頻繁に攻撃的な姿勢を示すようになった。
イスマーイールの死後、10歳の少年であった息子のムハンマドがムハンマド4世として後継者となった。また、イスマーイールのもう一人の息子であるユースフは後にユースフ1世としてムハンマド4世の後を継いだ。イスマーイールから始まるスルターンの王統は、現代ではアッ＝ダウラ・アル＝イスマーイーリーヤ・アン＝ナスリーヤ（イスマーイールのナスル朝）と呼ばれ、初代のムハンマド1世のラカブ（尊称）であるアル＝ガーリブ・ビッ＝ラーフ（神の恩寵による勝利者）にちなんで名付けられた最初の4人のスルターンが属するアッ＝ダウラ・アル＝ガーリビーヤ・アン＝ナスリーヤ（アル＝ガーリブのナスル朝）と対比されている。ナスル朝には明確な君主の地位の継承に関する規則はなかったものの、イスマーイール1世は母系から地位を継承した数少ない君主の一人であった。もう一つの母系からの継承の事例は1432年のユースフ4世（在位：1432年）の即位によるものである。
イスマーイールへの評価について、オキャラハンはイスマーイールを「ナスル朝で最も印象的な君主の一人」と呼んでいる。一方でカストロは、その治世を「非常に活動的であるとともに好戦的であり、アル＝アンダルスを敵に対してより強力な立場へ導いた」と評している。歴史家のヒュー・ナイジェル・ケネディは、イスマーイールについて「暗殺されていなければさらに多くのことを成し遂げていたかもしれない」と述べ、「活発で印象的な統治者」であったと記している。同じようにハーヴェイは、もし早期の死がなかったならば、ベガ・デ・グラナダの戦いでの成功に続いて「長く成功した統治を享受する運命にあったように思える」と記している。